# حسنلی (تووز)
حسنلی (به لاتین: Həsənli) یک منطقه مسکونی در جمهوری آذربایجان است که در شهرستان تووز واقع شده است. حسنلی ۹۸۸ نفر جمعیت دارد.